# 1re cérémonie des Detroit Film Critics Society Awards
La 1re cérémonie des Detroit Film Critics Society Awards, décernés par la Detroit Film Critics Society, a eu lieu le 21 décembre 2007, et a récompensé les films réalisés dans l'année.

## Palmarès

### Meilleur film
- No Country for Old Men
  - Juno
  - Le Scaphandre et le Papillon
  - Into the Wild
  - There Will Be Blood

### Meilleur réalisateur
- Joel et Ethan Coen pour No Country for Old Men
  - Tim Burton pour Sweeney Todd : Le Diabolique Barbier de Fleet Street (Sweeney Todd: The Demon Barber of Fleet Street)
  - Paul Thomas Anderson pour There Will Be Blood
  - Sean Penn pour Into the Wild
  - Julian Schnabel pour Le Scaphandre et le Papillon
  - Jason Reitman pour Juno

### Meilleur acteur
- George Clooney pour le rôle de Michael Clayton dans Michael Clayton
  - Daniel Day-Lewis pour le rôle de Daniel Plainview dans There Will Be Blood
  - Tommy Lee Jones pour le rôle du Sheriff Ed Tom Bell dans No Country for Old Men
  - Emile Hirsch pour le rôle de Christopher McCandless dans Into the Wild
  - Mathieu Amalric pour le rôle de Jean-Dominique Bauby dans Le Scaphandre et le Papillon

### Meilleure actrice
- Elliot Page pour le rôle de Juno MacGuff dans Juno
  - Amy Adams pour le rôle de Giselle dans Il était une fois
  - Julie Christie pour le rôle de Fiona Anderson dans Loin d'elle (Away from Her)
  - Marion Cotillard pour le rôle d'Édith Piaf dans La Môme
  - Laura Linney pour le rôle de Wendy Savage dans La Famille Savage (The Savages)

### Meilleur acteur dans un second rôle
- Javier Bardem pour le rôle de Anton Chigurh dans No Country for Old Men
  - Casey Affleck pour le rôle de Robert Ford dans L'Assassinat de Jesse James par le lâche Robert Ford (The Assassination of Jesse James by the Coward Robert Ford)
  - Paul Dano pour le rôle de Paul Sunday dans There Will Be Blood
  - Hal Holbrook pour le rôle de Ron Franz dans Into the Wild
  - Tom Wilkinson pour le rôle d'Arthur Edens dans Michael Clayton

### Meilleure actrice dans un second rôle
- Tilda Swinton pour le rôle de Karen Crowder dans Michael Clayton
  - Cate Blanchett pour le rôle de Jude Quinn dans I'm Not There
  - Catherine Keener pour le rôle de Jan Burres dans Into the Wild
  - Emily Mortimer pour le rôle de Karin Lindstrom dans Une fiancée pas comme les autres (Lars and the Real Girl)
  - Amy Ryan pour le rôle de Helene McCready dans Gone Baby Gone

### Meilleure distribution
- Juno
  - 7 h 58 ce samedi-là (Before the Devil Knows You're Dead)
  - Une fiancée pas comme les autres (Lars and the Real Girl)
  - Waitress
  - Zodiac

### Révélation de l'année
- Diablo Cody – Juno (scénario)
  - Sarah Polley – Loin d'elle (Away from Her) (réalisation)
  - Michael Cera – Juno (acteur)
  - Adrienne Shelly – Waitress (actrice, scénario et réalisation)
  - Nikki Blonsky – Hairspray (actrice)